# Павловка (Атюр'євський район)
Па́вловка (рос. Павловка, ерз. Павловка) — присілок у складі Атюр'євського району Мордовії, Росія. Входить до складу Новочадовського сільського поселення.
Населення — 6 осіб (2010; 13 у 2002).
Національний склад станом на 2002 рік:
- росіяни — 92 %